# David Harris (football américain)
Pour les articles homonymes, voir David Harris.
(en) Statistiques sur pro-football-reference
David Charles Harris, né le 21 janvier 1984 à Grand Rapids (Michigan), est un joueur américain de football américain qui évolue au poste de linebacker.

## Biographie
Il effectua sa carrière universitaire aux Wolverines du Michigan de l'université du Michigan. Il sera même semifinaliste du Dick Butkus Award en 2006.
Il fut drafté en 2007 à la 47e place (deuxième tour) par les Jets de New York avec lesquels il joue actuellement.
Lors de la saison NFL 2007, il effectue 127 tacles (en solitaire et en assisté) en saison régulière, soit la deuxième performance en nombre de tacles pour une rookie cette saison, juste derrière Jon Beason avec 140. Il avait au début de la saison remplacé le linebacker Jonathan Vilma blessé.
Ses placages très appuyés lui ont valu le surnom the hitman.